# Mauricio Manzano
Jose Mauricio Manzano Lopez (ur. 30 września 1943 w Santa Ana) – salwadorski piłkarz, reprezentant kraju grający na pozycji obrońcy.

## Kariera klubowa
Mauricio Manzano przygodę z futbolem rozpoczynał w 1963 roku w klubie Atlético Marte San Salvador, w którym grał do 1968 roku. W latach 1969–1971 grał w klubie FAS Santa Ana. Ostatnim klubem w jego karierze był Universidad Gerardo Barrios, gdzie zakończył karierę w 1972 roku.

## Kariera reprezentacyjna
Mauricio Manzano grał w reprezentacji Salwadoru w latach sześćdziesiątych i siedemdziesiątych. W 1969 roku uczestniczył w zakończonych sukcesem eliminacjach Mistrzostw Świata 1970. Na Mundialu w Meksyku wystąpił w spotkaniu z Belgią.